# Hortfund I von Erfweiler-Ehlingen
Der Hortfund I von Erfweiler-Ehlingen wurde im Jahr 2002 auf der zur Gemeinde Erfweiler-Ehlingen gehörenden Flur Am Rodenwald gefunden. Der Fundort liegt nur etwa 600 Meter von der Stelle entfernt, an der im Jahr 2007 der Hortfund II von Erfweiler-Ehlingen entdeckt wurde. Der Fund bestand aus fünf Fußringen und datiert in die Späte Bronzezeit (900 v. Chr.).

## Befund
Am 7. April 2002 fand ein Landwirt auf einem Acker zwei Hohlblechringe aus Bronze. Sie befanden sich in einer Rinne im Ackerboden, die nach starken Regenfällen durch abfließendes Regenwasser entstanden war. Bei einer Begehung durch den Sohn des Landwirtes fand dieser zwei massive Fußringe aus Bronze sowie das abgebrochene Drittel eines weiteren Hohlblechringes. Bei einer Nachuntersuchung durch das Landesdenkmalamt wurden lediglich die fehlenden zwei Drittel des einen Hohlblechringes gefunden. Weitere Funde konnten nicht gemacht werden. Es wird davon ausgegangen, dass es sich bei den fünf Ringen um einen Teil eines unvollständigen Hortfundes handelt. Die Funde sind im Einzelnen:
- Ein offener, massiver Bronzefußring mit ovalem Durchmesser und mit sich, zu den flach gerundeten Stempelenden, verjüngendem Durchmesser sowie mit einer Verzierung aus 68 gleichmäßigen vertikalen Einzelrippen (Durchmesser 10,6 cm × 8,2 cm; Stärke (gemittelt) 1,25 cm).
- Ein offener, massiver Bronzefußring mit ovalem Durchmesser und mit sich, zu den flach gerundeten Stempelenden, verjüngendem Durchmesser sowie mit einer Verzierung aus 69 gleichmäßigen vertikalen Einzelrippen (Durchmesser 10,8 cm × 8,1 cm; Stärke (gemittelt) 1,25 cm).
- Ein hohler Blechfußring mit Innenschlitz aus Bronze mit ovalem Durchmesser und mit sich, zu den Scheibenenden, verjüngendem Durchmesser sowie mit einer Verzierung aus 46 gleichmäßigen vertikalen Einzelrippen und abgeflachter Ober- und Unterseite (Durchmesser 10,5 cm × 8,3 cm; Stärke (gemittelt) 1,5 cm × 1,2 cm).
- Ein hohler Blechfußring (bestehend aus zwei Teilen) mit Innenschlitz aus Bronze mit ovalem Durchmesser und mit sich zu den Scheibenenden verjüngendem Durchmesser sowie mit einer Verzierung aus 43 gleichmäßigen vertikalen Einzelrippen und abgeflachter Ober- und Unterseite (Durchmesser 10,5 cm × 8,5 cm; Stärke (gemittelt) 1,3 cm × 1,25 cm).
- Ein hohler Blechfußring mit Innenschlitz aus Bronze mit ovalem Durchmesser und mit sich, zu den Pfötchenenden, verjüngendem Durchmesser sowie mit einer Verzierung aus 58 gleichmäßigen vertikalen Einzelrippen und abgeflachter Ober- und Unterseite (Durchmesser 10,1 cm × 8,0 cm; Stärke (gemittelt) 1,4 cm × 1,2 cm).